# Alfred Schwarzmann
Pour les articles homonymes, voir Schwarzmann.
Alfred Schwarzmann (° 23 mars 1912 à Fürth – 11 mars 2000 à Goslar) était un gymnaste allemand. Il a été élu gymnaste du siècle par le magazine sportif Kicker.

## Biographie
Il remporte son premier titre lors d’un tournoi en Bavière en 1930. Il est champion d’Allemagne une première fois en 1934, et triple champion d’Allemagne en 1938.
Lors des Jeux olympiques de 1936, il obtient 3 fois la médaille d’or : au saut de cheval, au concours général individuel et, avec ses coéquipiers, au concours général par équipes. Il a également remporté deux médailles de bronze : à la barre fixe et aux barres parallèles.
Il s’engage dans l’armée en 1935 et est promu jusqu’à devenir Oberleutnant en avril 1940. Il est décoré de la Croix de fer et termine la guerre en tant que major dans la Luftwaffe. Durant le conflit, il participe à la bataille des Pays-Bas, à la bataille de Crète, et est présent sur le Front de l’Est. 

Il est fait prisonnier par les Anglais et est retenu prisonnier du 9 mai 1945 au 29 octobre 1945.
Une blessure de guerre au poumon et un grave accident de moto en 1949 ne le découragent pas de poursuivre sa carrière. Aux Jeux olympiques de 1952, il remporte, à l’âge de 40 ans, la médaille d’argent à la barre fixe. Le suisse Jack Gunthard, qui remporte la médaille d’or à cet agrès, déclare à cette occasion : « La victoire aurait dû revenir à Alfred. Mais il était allemand. »

## Après sa carrière
Il devient professeur de sport au lycée Goslar. Ce lycée a d’ailleurs donnée le nom d’Alfred Schwarzmann à son gymnase.

## Palmarès

### Jeux olympiques
- Berlin 1936
  -  Concours général individuel : 1e – 113,100 points
  -  Concours général par équipes : 1e – 113,100 points
  -  Saut de cheval : 1e – 19,200 points
  -  Barres parallèles : 3e – 18,967 points
  -  Barre fixe : 3e – 19,233 points
  - Sol : 10e – 18,166 points
  - Anneaux : 4e – 18,534 points
  - Cheval d’arçons : 7e - 19,000 points
- Helsinki 1952
  -  Barre fixe : 2e – 19,50 points
  - Concours général individuel : 27e – 110,65 points
  - Concours général par équipes : 4e –
  - Sol : 78e – 17,50 points
  - Cheval : 13e – 18,80 points
  - Barres parallèles : 15e – 19,00 points
  - Anneaux : 58e – 18,25 points
  - Cheval d’arçons : 65e - 17,60 points